# كفي الملام وعلليني (قصيدة)
كُفّي الملام وعلليني قصيدة في الشكوى للشاعر الكويتي فهد العسكر نظمها عام 1946م، ويُعبر فيها عن حالته النفسية وما يعانيه من ضيق وبؤس وحرمان.

## موضوع القصيدة
تتكون القصيدة من 68 بيتاً، وذكر عبد الله زكريا الأنصاري أن اسم القصيدة "شهيق وزفير". ونظم العسكر القصيدة في عام 1946م "مخاطباً فيها والدته الَّتي جاءت إليه، بعدما أقصته أسرته، وراحت ترجوه أن يرأف بحاله ويغيِّر سلوكه الغريب بالنِّسبة لمجتمعه، ويكفّ عن بثّ أفكاره التَّحرُّريَّة الَّتي كان ذلك المجتمع يرفضها، لكي يتوقَّف النَّاس عن معاداته، ويتمكَّن من العودة إلى أسرته ويعيش بينها حياةً عاديَّة مثل بقيَّة النَّاس".

## غناء القصيدة
غنى الفنان الكويتي شادي الخليج أبياتاً من القصيدة بلحن الموسيقار أحمد باقر.

## روابط خارجية
- كفي الملامَ وعلليني - شادي الخليج